# Team-up italiani
Come accade per i supereroi americani, anche i vari personaggi italiani hanno avuto dei team-up. Questi incontri avvengono in albi fuori serie (one shot) oppure all'interno della collana di un personaggio dove l'altro appare come guest-star.

## Team-up fra personaggi di diverse case editrici
Incontri tra personaggi di diverse case editrici
- Il Giornalino n. 5 del 29 gennaio 1978: breve team-up tra Piccolo Dente e Larry Yuma, entrambi personaggi di Nizzi.
- Mysteri Diabolikamente Lucchesi: team-up tra Dago della Eura Editoriale, Martin Mystère della Sergio Bonelli Editore e Diabolik della Astorina.
- LL extra 12 Tunguska: team-up tra Lazarus Ledd della Star Comics e Martin Mystère della Sergio Bonelli Editore.
- LL 149 La furia di Erinni: team-up tra due diverse serie di Ade Capone, Lazarus Ledd della Star Comics ed Erinni della ed. Liberty & Bande Dessinée.
- Dime Press 21 Sprayliz intervista Gea: breve team-up tra le due eroine di Luca Enoch.
- Rat-Man vs. Erinni: Il bacio della morte: team-up tra Erinni della ed. Liberty & Bande Dessinée e Rat-Man della Panini Comics.
- Cattivik 25 (1991) Lo spray vitalizzante: Cattivik incontra Dylan Dog, Tex, Diabolik e molti altri personaggi del fumetto.
- Gulp! 100 anni di fumetti 110 anni dopo...: Lupo Alberto incontra Dylan Dog, Tex, Diabolik e molti altri personaggi del fumetto.
- Speciale 100 anni di fumetti Kid, una strana storia: storia con molti personaggi del fumetto italiano e mondiale.
- Diabolik incontra gli Aristocratici: breve storia con protagonisti Diabolik e Gli Aristocratici del Corriere dei ragazzi.
- Martin Mystère e Gli Aristocratici hanno condiviso delle avventure in comune negli albi MM 85/86-216-227-293.
- Martin Mystère e Van Helsing (fumetto apparso nella rivista Horror): MM 168 e Storie da Altrove 9.
- Martin Mystère e Allan Quatermain (fumetto apparso su Supergulp): MM 111/113.
- Cronaca di Topolinia Speciale 1 Pedrito el Drito incontra la Mano Rossa: team-up tra Pedrito el Drito e Tex.
- Cronaca di Topolinia Speciale 3 Mysteri a Tapioka City: team-up tra Pedrito el Drito e Martin Mystère.
- Cronaca di Topolinia Speciale 4 Kolpo Diaboliko a Tapioka City: team-up tra Pedrito el Drito e Diabolik.
- KP Col 9 La terra degli eroi / Ospiti: Marvin, Tiki, Tom, Giuli Bai e tanti altri.
- Marvin: il caso Marion Colman / Ospite: Ken Parker.
- Zagor / Flash: La scure e il fulmine (Pubblicato nel 2022 da SBE e DC)
- Nathan Never / Justice League: Doppio universo (Pubblicato nel 2022 da SBE e DC)
- Dylan Dog / Batman: L'ombra del pipistrello (Pubblicato nel 2023 da SBE e DC)
- Dragonero / Conan: Le gemme di Aquilonia (Pubblicato nel 2024 da SBE e Panini Comics)

## Editoriale Corno

### Kriminal
- KR 90 Quello che non ti aspetti / Ospite: Satanik / Questo è il primo team-up del fumetto italiano (marzo 1968).

### Satanik
- SK 189 Agguato sul sentiero / Ospite: ispettore Milton (nemesi di Kriminal)
- Le Monografie Battito d'ali di vampiro versione integrale / Ospite: Beverly Kerr

### Daniel
- DA 18 Il ritorno di Kriminal / Ospiti: Kriminal e l'ispettore Milton
- DA 19 Caccia Kriminal / Ospiti: Kriminal e l'ispettore Milton

### Alan Ford
- AF 54 L'inghippo di Bubu / Ospite: ispettore Blitz (comprimario di Kriminal)
- AF 71 In Transilvania c'è un castello che… / Ospite: il barone Wurdalak (nemico di Satanik)
- AF 72 Natale col vampiro / Ospite: il barone Wurdalak
- AF 108 Dai, dai, samurai / Ospite: il barone Wurdalak
- AF 149 Wurdalack non molla, succhia / Ospite: il barone Wurdalak
- AF 150 Kriminalissimo / Ospiti: Kriminal, ispettore Milton, Satanik, Maxmagnus, Maschera Nera, Gesebel, Pinocchio Super-Robot e Daniel (fumetto)
- AF 186 Triplo gioco / Ospite: il barone Wurdalak
- AF 190 Il testamento del Numero Uno / Ospite: il barone Wurdalak
- AF 208 Il vampiro radioattivo / Ospite: il barone Wurdalak
- AF 228 Il codice graffiti / Ospite: ispettore Milton
- AF 305 Wurdalack Rock Band / Ospite: il barone Wurdalak
- AF 400 Festa al castello / Ospiti: ispettori Milton e Blitz
- AF 430 Un giallo da risolvere / Ospite: ispettore Blitz
- AF 431 Il mondo di Alan Font / Ospite: il barone Wurdalak
- AF 449 Vampiri in saldo / Ospite: il barone Wurdalak
- AF 457 La banda del Guercio / Ospite: il barone Wurdalak
- AFS 4 Dracula / Ospite: il barone Wurdalak

### Beverly Kerr
- BK 4 Il suo nome era Satanik / Ospite: Satanik

## Team-up Bonelli

### One shot
Albi fuori serie intestati ad entrambi i protagonisti della storia, nel tipico esempio dei team-up americani
- Dylan Dog & Martin Mystère 1 Ultima fermata l'incubo! (1990)
- Dylan Dog & Martin Mystère 2 La fine del mondo (1992)
- Mister No & Martin Mystère Fuga da Skynet (1993, apparso su Mister No Speciale 8)
- Martin Mystère & Nathan Never 1 Prigioniero del futuro (1996)
- Martin Mystère & Nathan Never 2 Il segreto di Altrove (2001)
- Dylan Dog & Mister No + Dylan Dog & Martin Mystère + Dylan Dog & Napoleone + Dylan Dog & Nathan Never Eroi (2014, storie apparse sul Dylan Dog Color Fest 12)
- Dragonero & Zagor Avventura a Darkwood (2015, apparso su Dragonero Speciale 2)
- Brendon & Morgan Lost La mappa delle stelle (2016, apparso su Brendon Speciale 13)
- Dylan Dog & Creepy Past Creepy Past (2018, storie apparse sul Dylan Dog Color Fest 26)
- Dylan Dog & Martin Mystère 3 "L'abisso del male" (2018, apparso su Maxi Martin Mystère 10 / altre guest star ospiti: Mister No, Nathan Never, Zagor e Hellingen, Dampyr, Dragonero, Gea, Il Piccolo Ranger, Occhio Cupo e Furio).
- Morgan Lost & Dylan Dog 1 Incubi e serial killer (2018)
- Morgan Lost & Dylan Dog 2 Londra in rosso e grigio (2018)
- Zagor e Brad Barron La minaccia dei Morb (2018, apparso su Color Zagor 8)
- Morgan Lost & Dylan Dog 3 Il mietitore (2019)
- Morgan Lost & Dylan Dog 4 Il ritorno dell'oscurità (2019)
- Nathan Never, Martin Mystere e Mister No, Uniti per il pianeta (2022, pubblicato in collaborazione con il Ministero della Transizione Ecologica)
- Nathan Never & Martin Mystere, L'energia del cosmo (2024, pubblicato in collaborazione con ASI)

### Martin Mystère
- MM 2/3 La vendetta di Rà / Ospite: Mister No
- MM 40/42 La reincarnazione di Annabel Lee / Ospite: Mister No
- MM 85/86 I misteri di Londra / preludio a Dylan Dog & Martin Mystère 1 Ultima fermata: l'incubo!
- MM 93/94 Una storia di Natale / Ospite: un comprimario di Nick Raider
- MM 104/106 Un uomo chiamato Mhosis / crossover con Mister No 184/187 "Furore"
- MM 200 Lo spettro della luce / Ospite: Dylan Dog
- MM 219/220 Il regno delle Amazzoni / Ospite: Mister No
- MM 227 Il giorno che non esisteva / Ospite: Dylan Dog
- MM 242/243 la scure incantata / Inside-joke di Zagor
- MM 260 Il destino di Annabel Lee / Ospite: Mister No
- MM 335 L'ombra di Za-Te-Nay / Inside-joke di Zagor
- MM Maxi 1 Gli uomini rettile / Ospite: I Venerabili (comprimari di Nathan Never)
- MM One Shot 4 Generazioni / Ospite: alcuni comprimari di Nathan Never
- MM 417 Crossover / Prima parte del crossover con Nathan Never che continua e si conclude nei numeri 402, 403 e 404 di NN)

### Dylan Dog
- DD 18 Cagliostro / Ospite: Martin Mystère
- DD 133/134 Ananga / Ospiti: Martin Mystère e Mister No
- DD 371 "Arriva il Dampyr" / Ospite: Dampyr (la storia si conclude su Dampyr 209)
- DD albetto Groucho Per chi suona il campanello / Ospite: Legs Weaver

### Nathan Never
- NN 7/8 La zona proibita / Ospite: discendente di Mister No
- NN 64/65 La Guerra senza Tempo / Ospite: versione robotica di Martin Mystère
- NN 76/77 Fenice / Ospite: Mister Jinx (nemico di Martin Mystère)
- NN 231 Memorie dal passato / Ospite: versione robotica di Martin Mystère
- NN Speciale 18 Terrore senza nome / Ospite: versione robotica di Martin Mystère
- NN albetto Memorie Perdute / Ospite: ologramma di Dylan Dog
- NN 402/404 Dipartimento 51 / Multiversi / Il guerriero e l'esploratore: conclusione del crossover con Martin Mystere iniziato nel 417 di MM. Appaiono anche Mister Jinx, Martin Mystere robot, ed altre versioni alternative di Nathan Never, Martin Mystere, Zagor e Dragonero. Vi è un riferimento a Wendigo e Kiki Manito di Zagor e ai Naphidim di Dampyr.

### Zagor
- Zenith 427/430 Ombre su Darkwood / Ospite: la mysteriana Altrove dell'800
- Zenith 437/439 Kraken / Ospite: Altrove dell'800
- Zenith 547/550 Il ritorno del mutante / Ospite: Altrove dell'800
- Zenith 603/607 Lo scettro di Tin-Hinan / Ospite: Zagor visita la base di Altrove
- Zagor Speciale 14 Soldati fantasma / Zagor trova le rovine di Forte Ontario del Comandante Mark
- Cico 16 Cico archeologo / Ospite: Martin Riddle e Jeeves caricature di Martin Mystère e Java

### Mister No
- MN 184/187 "Furore" / crossover con Martin Mystère 104/106 Un uomo chiamato Mhosis

### Comandante Mark
- Collana Araldo 264 L'alleato misterioso / Ospite: il Grande Blek
- Collana Araldo 281 L'ultima vittoria / Ospite: il Grande Blek

### Ken Parker
- KP 15 Uomini, bestie ed eroi / Ospiti: Tex, Zagor, il Piccolo Ranger e molti personaggi del fumetto western
- KP Magazine 23 Immagini / Ospite: Dylan Dog

### Napoleone
NP 42 Le spoglie del guerriero / Ospite: Dylan Dog

### Dampyr
- D 209 L'indagatore dell'incubo / Ospite: Dylan Dog (conclude la storia iniziata su Dylan Dog 371)
- Speciale 2025: team-up con Zagor (storia in lavorazione)

### Jonathan Steele
JS 25 Un mondo nuovo / Ospite: la Legione stellare

### Le Storie
LS 8 Amore nero / Ospiti: personaggi del romanzo Gli occhi e il buio

### Dragonero
- Speciale 2: Avventura a Darkwood. Dragonero incontra Zagor.
- Speciale 8: Il viaggio degli eroi. Dragonero incontra Zagor.

### Tex
- Speciale Tex Willer 3, Bandera! Primo incontro tra il giovane Tex Willer e Zagor più vecchio.
- Speciale Tex Willer 7, Presagi di guerra. Secondo incontro tra il giovane Tex Willer e Zagor più vecchio.

### Fuori serie
Albi con personaggi Bonelli pubblicati da altri editori
- Catalogo AICOS Il mondo futuro...il futuro del mondo / Con Mister No e Nathan Never
- Di Vitto Editore Viaggio in Abruzzo / Con Mister No e Kerry, il trapper
- Edizioni IF ristampe Comandante Mark 27 e Grande Blek 20 / Storia inedita con il crossover tra i due personaggi
- Amico treno, rivista delle Ferrovie dello Stato - Avventure in treno / Miniserie con Mister No, Nick Raider, Martin Mystère, Nathan Never, Legs Weaver, Zagor e Dylan Dog

## Star Comics

### Lazarus Ledd
- LL 42 Il segno del serpente / Ospite: Samuel Sand
- LL extra 6 Il mistero dei Rosacroce / Ospite: Samuel Sand
- LL 53 Morte ad alta tensione / Ospite: Samuel Sand
- LL extra 7 Il cielo sopra Parigi / Ospite: Samuel Sand
- LL extra 8 Il potere del talismano / Ospite: Samuel Sand
- LL 67 Il conte di Saint Germain / Ospite: Samuel Sand
- LL 68 Geometria dell'Apocalisse / Ospite: Samuel Sand
- LL 80 Il vascello fantasma / Ospite: Samuel Sand
- LL 91 Il mio nome è Sand / Ospite: Samuel Sand
- LL 107 Un caso impossibile / Ospite: Samuel Sand
- LL 151 L'ultima battaglia / Ospite: Samuel Sand

### Samuel Sand
- SS 2 La donna del metrò / Ospite: Lazarus Ledd
- SS 5 La piramide rovesciata / Ospite: la Gatta Ladra, comprimario di Lazarus Ledd

## Eura Editoriale

### John Doe
- JD 22/23 Il Gianizzero Nero / Ospite: Dago
- JD 59 Con tutta la forza che posso / Ospite: Detective Dante

### Detective Dante
- DD 11 Arriva John Doe / Ospite: John Doe

### Gilgamesh
- GI 1 Immortale / Ospite: Nippur di Lagash

### Martin Hel
- MH 1 anno XI La leggenda dell'immortale / Ospite: Gilgamesh

### Amanda
- AM 22/25 Un uomo chiamato Pellegrino / Ospite: il Pellegrino
- AM 27/28 La leggenda del cosacco / Ospite: discendente di Sacha Veblin, il cosacco

### Anders
- GdA 18 Anders / Ospite: Sacha Veblin, il cosacco

### Helena
- GdA 9 Helena 2 / Ospite: Hilario Corvalàn

## Panini Comics

### Rat-man
- Wiz 12 Rat-man contro il Punitore / Ospite: il Punitore
- RT Col 1 Legami di sangue! / Ospite: l'Uomo Ragno
- RT Col 2 L'immutabile Destino! / Ospite: il Dottor Destino
- RT Col 3 La belva in noi! / Ospite: Wolverine
- RT Col 4 ... la fine del topo! / Ospite: Elektra

### Altri fumetti
- Marvel Mega 15 L'eroe! / Ospiti: Capitan America e Nick Fury